# Конрад Стефан
Конрад Стефан (Степан) (26 жовтня 1900, Золочів — 11 березня 1991, Філадельфія) — український журналіст, фейлетоніст, громадський діяч.

## Життєпис

Полонені старшини Української Галицької Армії в тюрмі «Бригідки», жовтень 1919 року.
Стоять зліва: 1. хор. В. Алексевич, 2. хор. Степан Конрад, 3. хор. О. Ганкевич, 4. підхор. М. Бержак, 5. четар Ю. Стець, 6. чет. В. Окіс, 7. хор. Ф. Федів. Сидять: 8. поручник П. Гродзіцький, 9. чет. Г. барон Ріллінг, 10. пор. Степан Шах, 11. хор. В. Омелян, 12. сотник Вол. Галин. Сидять на підлозі: чет. Іван Піддубняк, 14. чет. В. Супінський, 15. хор. Д. Федух.

Народився 26 жовтня 1900 року в Золочеві (Галичина) в сім'ї греко-католицького священника о. Миколи Конрада (1876—1941), майбутнього мученика і блаженного. Закінчив українську гімназію у Тернополі (1921). Воював у лавах УСС та УГА. Після перебування у таборах повернувся до Львова, навчався в Українському таємному університеті, вчителював у середніх школах (зокрема, м. Любачів, потім — Західна Польща). У роки Другої світової війни працював у редакції газети «Українські вісті», був військовим кореспондентом у дивізії «Галичина», учасник бою з червоними під Бродами у липні 1944.
Емігрував, перебував у Мюнхені та Берхтесгадені (Німеччина), працював в Українському Червоному Хресті, редакції «Християнського голосу». У 1955 р. приїхав до Філадельфії, працював учителем, адміністратором газети «Шлях». Помер 11 березня 1991 р. у Філадельфії, похований на цвинтарі св. Марії у Фокс-Чейсі.
Автор книги «Скажу Тобі правду», редактор збірника «Шляхами Золотого Поділля» (Філадельфія 1960).